# チェコ組曲
『チェコ組曲 ニ長調』（チェコ語: Česká suita）作品39（B.93）は、アントニン・ドヴォルザークが作曲した管弦楽のための組曲。「組曲『ボヘミア』」と表記されることもある。

## 概要
ドヴォルザークの出世作ともなった『スラヴ舞曲集』（第1集、1878年）に続いて作曲されたもので、1879年の4月に完成した。同年の5月16日に、かつてドヴォルザークがそのメンバーであった国民歌劇場のオーケストラをアドルフ・チェフが指揮して初演された。

## 楽器編成
フルート2、オーボエ2、コールアングレ、クラリネット2、ファゴット2、ホルン2、トランペット2、ティンパニ一対、弦5部。このうちコールアングレは第4曲「ロマンス」のみに登場するだけであるが、オーボエからの持ち替えは出来ない。トランペットとティンパニは終曲のみに登場する。

## 構成
全5曲からなる。演奏時間は約23分。
第1曲 前奏曲
バグパイプの音楽を思わせる牧歌的な調べ。
第2曲 ポルカ
叙情的で、中間部は浮き立つような明るい調べ。
第3曲 メヌエット
ボヘミアの民族色の濃いソウセツカー（Sousedská）舞曲。
第4曲 ロマンス
フルートが弦をバックに感傷的に歌う夜想曲。
第5曲 フィナーレ（フリアント）
ボヘミアの民族舞曲フリアントのリズムによる高揚感が溢れるフィナーレ。